# Road to Acceptance
«Road to Acceptance» (Camino a la aceptación) es una canción de la banda de estadounidense de punk rock Green Day, que figura dentro de 39/Smooth, el primer disco de estudio de Green Day e incluida dentro del recopilatorio 1,039/Smoothed Out Slappy Hours.

## Significado
En esta canción, Billie Joe habla acerca de que siempre ha querido ser aceptado por la gente a su alrededor y cuánto se sacrificaría por esta aceptación. Este tema es especialmente importante en la adolescencia cuando estamos tratando de averiguar quiénes somos, cómo queremos encajar, encontrar amigos y pertenecer a algún lugar. Billie Joe reflexiona sobre la necesidad eterna de que todos los seres humanos sean aceptados por los demás, y llega a dudar de la bondad de esta necesidad. Cambiamos por los demás, a veces vivimos una mentira para no ser rechazados, pero al final sólo nos lastimamos con esta mentira. Billie Joe lamenta que tengamos que desempeñar un papel para ser aceptado por la gente que nos rodea, porque tendemos a cerrar los ojos al hecho de que realmente "somos todos iguales", hechos de la misma sangre, carne y huesos, Y todos "sentimos el mismo dolor".

## Interpretaciones en vivo
«Road to Acceptance» se estrenó en vivo el 17 de enero de 1990 en los KZSU Studios de Stanford, California. La canción formó parte de la varios conciertos desde el año 1990 hasta 1995. La canción no se volvería a tocar hasta la última fecha del 21st Century Breakdown World Tour el 29 de octubre de 2010 en el Estadio Ricardo Saprissa Aymá de San José, Costa Rica. Posteriormente solo se le ha tocado una vez, siendo esta en el House of Blues de Cleveland, Ohio el 16 de abril de 2015, actuando bajo el nombre "Sweet Children".

## Personal
- Billie Joe Armstrong – voz, guitarra
- Mike Dirnt – bajo, coros
- Al Sobrante – batería, percusión